# Dörte Lindner
Dörte Lindner (Rostock, 22 marzo 1974) è una tuffatrice tedesca orientale naturalizzata tedesca. Ha rappresentato la Germania ai Giochi olimpici estivi di Sydney 2000 vincendo la medaglia di bronzo nel concorso dei tuffi dal trampolino 3 metri.

## Palamarès
- Giochi olimpici

Sydney 2000: bronzo nel trampolino 3 m
- Campionati europei di nuoto

Vienna 1995: argento nel trampolino 1 m
Siviglia 1997: bronzo nel trampolino 1 m
Helsinki 2000: argento nel trampolino 3 m; argento nel trampolino 3 m sincro
- Campionati europei giovanili di nuoto

Amersfoort 1988: argento nella piattaforma 10 m
Leeds 1989: argento nel trampolino 3 m categoria Ragazze B
Francoforte sul Meno 1990: bronzo nel trampolino 3 m categoria Donne A; bronzo nella piattaforma 10 m categoria Donne A
Leeds 1992: oro nel trampolino 3 m categoria Donne A